# Жан Митрев
Жан Костадинов Митрев (на македонска литературна норма: Жан Костадинов Митрев) е кардиохирург от Северна Македония. Основател, собственик и управител на Специализирана болница по кардиохирургия „Филип Втори“.

## Биография
Роден е на 11 юни 1961 година в град Щип, тогава във Федеративна народна република Югославия.месец на раждане[проверка?] През 1985 година завършва медицина в Скопие.
До 1988 година работи като общо практикуващ лекар в родния си град. Между 1988 и 1990 година специализира в Загреб. От 1990 до 1992 работи в Германия, а след това специализира обща хиругия в Скопие. От 1993 до 1999 година отново е в Германия, където работи в кардиоваскуларни клиники. После за една година работи и в Швейцария. Между 1999 и 2001 година е директор на Кардиохирургическия отдел на Центъра за военно-здравно състояние на Армията на Република Македония. 
През 2002 година става директор на специализираната болница по кардиохирургия „Филип Втори“. Същата година е избран за академик на Академия „Платон“. Има публикувани и рецензирани над 150 труда.
Негов брат е Саша Митрев, ректор на Университета „Гоце Делчев“ в Щип.